# Апнагюх
Апанагюх (арм. Ափնագյուղ) — село в Арагацотнской области Армении.

## География
Село расположено в 19 км к югу от Апарана и в 18 км к северу от Аштарака. К востоку от села расположен каньон реки Касах, на север проходит трасса в Апаранском направлении и ближайшее село по трассе — Артаван, с северной окраины села от трассы отходит развилка на северо-запад, которая через 3 км попадет в село Ара и проходя ещё через несколько сёл на участке Аштарак—Апаран соединяется с трассой Ереван——Спитак. В 7 км к югу расположено село Арташаван.
С помощью пилотных программ полностью осуществлены вопросы водоснабжения и канализации села. Недалеко от села, в каньоне реки Касах расположены эпипалеолитические пещерные стоянки, в раскопках которых могут принять участие и туристы.

## Население
| Год  | Численность | Численность |
| ---- | ----------- | ----------- |
| 1831 | 376         | [ 4 ]       |
| 1859 | 450         | [ 4 ]       |
| 1873 | 841         | [ 4 ]       |
| 1886 | 871         | [ 4 ]       |
| 1897 | 907         | [ 4 ]       |
| 1926 | 725         | [ 4 ]       |
| 1939 | 629         | [ 4 ]       |
| 1959 | 358         | [ 4 ]       |
| 1970 | 435         | [ 4 ]       |
| 1979 | 444         | [ 4 ]       |
| 2001 | 490         |             |
| 2008 | 695         |             |
| 2011 | 630         | [ 5 ]       |